# Маккоркодейл, Сара
Леди Элизабет Сара Лавиния Маккоркодейл (в девичестве Спенсер, англ. Lady Sarah McCorquodale; род. 19 марта 1955) — британская аристократка, старшая дочь Джона Спенсера, 8-го графа Спенсера (1924—1992), и Фрэнсис Шанд Кидд (1936—2004). Старшая сестра Дианы, принцессы Уэльской.

## Ранняя жизнь
Элизабет Спенсер родилась 19 марта 1955 года в Парк-хаусе, Сандрингем, графство Норфолк. При рождении она была известна как Достопочтенная Элизабет Сара Лавиния Спенсер. В 1975 году, когда умер её дед Альберт Спенсер, 7-й граф Спенсер, а её отец стал 8-м графом Спенсером, она получила титул учтивости леди Элизабет Сара Лавиния Спенсер. В юности леди Сара страдала от анорексии. Она получила образование в школе Риддлсуорт-Холл в Норфолке, позднее училась в школе-интернате Уэст-Хит, близ Севенокса в графстве Кент. После экзаменов Сара Уэст-Хит и стала работать в Лондоне.

## Семья
17 мая 1980 года в графстве Нортгемптоншир леди Сара Спенсер вышла замуж за Нила Эдмонда Маккоркодейла (род. 4 октября 1951), сына шотландского спортсмена Аластера Маккоркодейла (1925—2009) и Розмари Сибиллы Тернер (1924—2015). Нил Маккоркодейл — троюродный племянник леди Рейн Спенсер, мачехи Сары. У Нила и Сары Маккоркодейл трое детей:
- Эмили Джейн (род. 2 июля 1983), замужем с 2012 года за Джеймсом Хаттом, двое детей:
  - Изабелла Розмари Хатт (род. 18 июня 2014)
  - Генри Томас Хатт (род. 25 марта 2016)
- Джордж Эдмунд (род. 17 ноября 1984), женат с 2016 года на Бьянке Мур
- Селия Роуз (род. 1989) замужем с 16 июня 2018 года за Джорджем Вудхаусом

В 2003 году Эмили, старшая дочь Сары, лечилась лучевой терапией от плазмацитомы.
6 сентября 1997 года Леди Сара в сопровождении мужа и детей присутствовала на молебне после гибели Дианы в Вестминстерском аббатстве.

## Карьера
Сара и её семья проживают в деревне Сток-Рочфорд, в окрестностях Грантема в графстве Линкольншир. В 2009 году леди Сара занимала пост высшего шерифа графства Линкольншир . В мае 2010 года она была мастером на охоте Бельвуар-хант. Леди Сара также была президентом Мемориального Фонда Дианы, принцессы Уэльской, который собрал 100 миллионов фунтов стерлингов на различные благотворительные организации. В 1998 году Фонд безуспешно обращался в суд против торговой марки «The Franklin Mint», использовавшей не лицензированные изображения Дианы. В конце 2012 года Мемориальный Фонд был закрыт.

## Отношения с Дианой
В конце 1970-х годов у Сары был роман с принцем Уэльским. В 1977 году Сара приезжала с принцем на охоту в родовое поместье Элторп, где Чарльз и Диана впервые увидели друг друга. Сара Спенсер рассказала о подробностях своего романа с принцем журналистам Джеймсу Уиттакеру и Найджелу Нильсону, упомянув об анорексии, бывших ранее проблемах с алкоголем, а также о том, что она собирает газетные вырезки, в которых говорится о её романе с наследником трона, чтобы «потом внукам показать». Вскоре после этого отношения между принцем и Сарой прекратились. Некоторые заявляли, что отношения между Сарой и Дианой были напряжёнными, потому что она была недовольна, что Чарльз женился на Диане, а не на ней. Но другие (в том числе Эндрю Мортон, биограф Дианы) сообщали, что Сара была одним из немногих людей, которым Диана доверяла. Позднее Сара часто сопровождала Диану во время официальных визитов в качестве одной из её фрейлин.
После смерти Дианы 31 августа 1997 года, Сара прилетела в Париж вместе со своей младшей сестрой Джейн и принцем Чарльзом, чтобы сопровождать тело Дианы в Англию. Она присутствовала на официальной церемонии прощания с Дианой в Вестминстерском аббатстве. Сара стала президентом Мемориального фонда Дианы, принцессы Уэльской.
29 апреля 2011 года Сара присутствовала на церемонии бракосочетания своего племянника, принца Уильяма, герцога Кембриджского, с Кэтрин Миддлтон. Сообщали, что Уильям и Кэтрин провели выходные вместе с леди Сарой в 16-ю годовщину смерти Дианы.

## Отношения с братом и сестрой
В течение всей жизни Сара находилась в близких отношениях со своей младшей сестрой Джейн. Автор Энн Эдвардс, написавшая бестселлер-биографию Дианы, сообщала, что Диана сказала, что две её старшие сестры были очень близки и преданны друг другу. Сара дала своей старшей дочери Эмили второе имя «Джейн» в дань уважения к своей сестре. Её отношения с младшим братом Чарльзом, графом Спенсером, в лучшем случае, были неустойчивы. Будучи старшей и младшим из детей Джона Спенсера, они часто сталкивались в зрелом возрасте и в детстве. В последние годы, возможно из-за смерти своей сестры Дианы, между ними наметились разногласия.

## Титулы и стили
- 19 марта 1955 — 9 июня 1975: Достопочтенная Сара Спенсер
- 9 июня 1975 — 17 мая 1980: Леди Сара Спенсер
- 17 мая 1980 — настоящее время: Леди Сара Маккоркодейл.